# Ronde van Romandië 2006
De 60e editie van de Ronde van Romandië werd gehouden van 25 tot en met 30 april 2006 in Romandië, Zwitserland. Naast de twintig deelnemende UCI ProTour-ploegen had Team LPR een wild-card gekregen. De ronde werd gewonnen door de Australiër Cadel Evans, die ook de afsluitende tijdrit op zijn naam schreef. Van de 165 gestarte renners bereikten er 120 de eindstreep.

## Startlijst
Phonak Hearing Systems
- 1.  Alexandre Moos
- 2.  Miguel Ángel Martín
- 3.  Bert Grabsch
- 4.  Fabrizio Guidi
- 5.  Pat McCarty
- 6.  Uroš Murn
- 7.  Víctor Hugo Peña
- 8.  Steve Zampieri

Team CSC
- 11.  Bobby Julich
- 12.  Peter Luttenberger
- 13.  Andrea Peron
- 14.  Michael Blaudzun
- 15.  Volodymyr Hoestov
- 16.  Giovanni Lombardi
- 17.  Nicki Sørensen
- 18.  Christian Vande Velde

Team Gerolsteiner
- 21.  Beat Zberg
- 22.  Georg Totschnig
- 23.  Torsten Hiekmann
- 24.  Sebastian Lang
- 25.  Sven Montgomery
- 26.  Ronny Scholz
- 27.  Markus Zberg
- 28. —

Quick Step-Innergetic
- 31.  Cédric Vasseur
- 32.  Hubert Schwab
- 33.  Addy Engels
- 34.  Juan Manuel Gárate
- 35.  José Antonio Garrido
- 36.  Ivan Santaromita
- 37.  Davide Viganò
- 38.  Wouter Weylandt

Discovery Channel
- 41.  Paolo Savoldelli
- 42.  Jurgen Van den Broeck
- 43.  Fumiyuki Beppu
- 44.  Roger Hammond
- 45.  Leif Hoste
- 46.  Benoît Joachim
- 47.  Gennadi Michajlov
- 48.  Pavel Padrnos

Rabobank
- 51.  Mauricio Ardila
- 52.  Jan Boven
- 53.  Bram de Groot
- 54.  Pedro Horrillo
- 55.  Niels Scheuneman
- 56.  Roy Sentjens
- 57.  Jukka Vastaranta
- 58.  Pieter Weening

T-Mobile Team
- 61.  Jan Ullrich
- 62.  Lorenzo Bernucci
- 62.  Scott Davis
- 64.  Serhij Hontsjar
- 65.  Bernhard Kohl
- 66.  Eddy Mazzoleni
- 67.  Óscar Sevilla
- 68.  Jörg Ludewig

Lampre-Fondital
- 71.  Marius Sabaliauskas
- 72.  David Loosli
- 73.  Daniele Bennati
- 74.  Claudio Corioni
- 75.  Matteo Carrara
- 76.  Mauro Santambrogio
- 77.  Sylwester Szmyd
- 78.  Tadej Valjavec

Davitamon-Lotto
- 81.  Cadel Evans
- 82.  Robbie McEwen
- 83.  Mario Aerts
- 84.  Bart Dockx
- 85.  Chris Horner
- 86.  Bert Roesems
- 87.  Wim Van Huffel
- 88.  Johan Van Summeren

Caisse d'Epargne-Illes Balears
- 91.  Alejandro Valverde
- 92.  Antonio Colom
- 93.  David Arroyo
- 94.  Florent Brard
- 95.  Óscar Pereiro
- 96.  Aitor Pérez
- 97.  Joaquim Rodríguez
- 98.  Constantino Zaballa

Team Milram
- 101.  Fabio Sacchi
- 102.  Alessandro Vanotti
- 103.  Alessandro Cortinovis
- 104.  Sergio Ghisalberti
- 105.  Maksim Iglinski
- 106.  Christian Knees
- 107.  Mirco Lorenzetto
- 108.  Alberto Ongarato

Liberty Seguros-Würth Team
- 111.  Joseba Beloki
- 112.  Alberto Contador
- 113.  Jörg Jaksche
- 114.  David Etxebarria
- 115.  Andrej Kasjetsjkin
- 116.  Isidro Nozal
- 117.  José Antonio Redondo
- 118.  Michele Scarponi

Cofidis, le Credit par Telephone
- 121.  Frédéric Bessy
- 122.  Hervé Duclos-Lassalle
- 123.  Leonardo Duque
- 124.  Amaël Moinard
- 125.  Maxime Monfort
- 126.  Iván Parra
- 127.  Luis Pérez Rodríguez
- 128.  Staf Scheirlinckx

Crédit Agricole
- 131.  Pietro Caucchioli
- 132.  László Bodrogi
- 133.  Aleksandr Botsjarov
- 134.  Anthony Charteau
- 135.  Patrice Halgand
- 136.  Christophe Edaleine
- 137.  Mads Kaggestad
- 138. —

Française des Jeux
- 141.  Bradley McGee
- 142.  Mickaël Delage
- 143.  Arnaud Gérard
- 144.  Rémy Di Grégorio
- 145.  Eric Leblacher
- 146.  Ian McLeod
- 147.  Cyrille Monnerais
- 148.  Jérémy Roy

Euskaltel-Euskadi
- 151.  Haimar Zubeldia
- 152.  Joseba Albizu
- 153.  Igor Antón
- 154.  Iker Camaño
- 155.  Gorka González
- 156.  David Herrero
- 157.  Aketza Peña Iza
- 158.  Rubén Pérez

Saunier Duval-Prodir
- 161.  Rubens Bertogliati
- 162.  Oliver Zaugg
- 163.  José Alberto Benitez
- 164.  David de la Fuente
- 165.  Nicolas Fritsch
- 166.  Koldo Gil
- 167.  José Ángel Gómez
- 168.  Guido Trentin

Bouygues Telecom
- 171.  Sebastien Chavanel
- 172.  Thomas Voeckler
- 173.  Pierre Drancourt
- 174.  Yohann Gène
- 175.  Vincent Jérôme
- 176.  Arnaud Labbe
- 177.  Yoann Le Boulanger
- 178.  Laurent Lefèvre

Liquigas
- 181.  Dario Cioni
- 182.  Michael Albasini
- 183.  Dario Andriotto
- 184.  Enrico Gasparotto
- 185.  Vladimir Miholjević
- 186.  Andrea Noè
- 187.  Manuel Quinziato
- 188.  Stefano Zanini

AG2R Prevoyance
- 191.  Francisco Mancebo
- 192.  Christophe Moreau
- 193.  José Luis Arrieta
- 194.  Sylvain Calzati
- 195.  Cyril Dessel
- 196.  John Gadret
- 197.  Stéphane Goubert
- 198.  Ludovic Turpin

Team LPR
- 201.  Roger Beuchat
- 202.  Andreas Dietziker
- 203.  Daniele De Paoli
- 204.  Joeri Metloesjenko
- 205.  Dmitri Konysjev
- 206.  Giuseppe Muraglia
- 207.  Carlos José Ochoa
- 208. —

## Etappe-overzicht
| etappe | datum    | start       | finish       | afstand  | winnaar            | klassementsleider |
| ------ | -------- | ----------- | ------------ | -------- | ------------------ | ----------------- |
| P      | 25 april | Genève      | Genève       | 3,4 km   | Paolo Savoldelli   | Paolo Savoldelli  |
| 1e     | 26 april | Payerne     | Payerne      | 169,0 km | Robbie McEwen      | Paolo Savoldelli  |
| 2e     | 27 april | Porrentruy  | Porrentruy   | 171,2 km | Chris Horner       | Chris Horner      |
| 3e     | 28 april | Biel/Bienne | Leysin       | 164,6 km | Alberto Contador   | Alberto Contador  |
| 4e     | 29 april | Sion        | Sion         | 127,7 km | Alejandro Valverde | Alberto Contador  |
| 5e     | 30 april | Lausanne    | Lausanne (t) | 20,4 km  | Cadel Evans        | Cadel Evans       |

## Etappe-uitslagen

### Proloog
| Genève – Genève (3,4 km) |                    |                       |         |
| Plaats                   | Naam               | Ploeg                 | Tijd    |
| Winnaar                  | Paolo Savoldelli   | Discovery Channel     | 4'27"32 |
| 2                        | Alejandro Valverde | Caisse d'Epargne-IB   | z.t.    |
| 3                        | Bradley McGee      | La Française des Jeux | + 0'04" |
| 4                        | Óscar Pereiro      | Caisse d'Epargne-IB   | + 0'07" |
| 5                        | László Bodrogi     | Crédit Agricole       | z.t.    |
| 6                        | Tadej Valjavec     | Lampre-Fondital       | + 0'08" |
| 7                        | Haimar Zubeldia    | Euskaltel-Euskadi     | z.t.    |
| 8                        | Laurent Lefèvre    | Bouygues Telecom      | + 0'09" |
| 9                        | Andreas Dietziker  | Team LPR              | z.t.    |
| 10                       | Bobby Julich       | Team CSC              | z.t.    |
|                          |                    |                       |         |
| 14                       | Bram de Groot      | Rabobank              | + 0'10" |
| 22                       | Johan Van Summeren | Davitamon-Lotto       | + 0'11" |

### 1e etappe
| Payerne – Payerne (169 km) |                   |                       |          |
| Plaats                     | Naam              | Ploeg                 | Tijd     |
| Winnaar                    | Robbie McEwen     | Davitamon-Lotto       | 4u10'21" |
| 2                          | Mirco Lorenzetto  | Team Milram           | z.t.     |
| 3                          | Daniele Bennati   | Lampre-Fondital       | z.t.     |
| 4                          | Enrico Gasparotto | Liquigas              | z.t.     |
| 5                          | Bram de Groot     | Rabobank              | z.t.     |
| 6                          | Alberto Ongarato  | Team Milram           | z.t.     |
| 7                          | Pedro Horrillo    | Rabobank              | z.t.     |
| 8                          | Arnaud Gérard     | La Française des Jeux | z.t.     |
| 9                          | Leonardo Duque    | Cofidis               | z.t.     |
| 10                         | Fabrizio Guidi    | Phonak                | z.t.     |
|                            |                   |                       |          |
| 11                         | Wouter Weylandt   | Quick Step-Innergetic | z.t.     |

### 2e etappe
| Porrentruy – Porrentruy (171,2 km) |                     |                       |          |
| Plaats                             | Naam                | Ploeg                 | Tijd     |
| Winnaar                            | Chris Horner        | Davitamon-Lotto       | 4u16'22" |
| 2                                  | Jörg Jaksche        | Liberty Seguros-Würth | +00' 05" |
| 3                                  | Alexandre Moos      | Phonak                | z.t.     |
| 4                                  | Alejandro Valverde  | Caisse d'Epargne-IB   | +00' 08" |
| 5                                  | Paolo Savoldelli    | Discovery Channel     | z.t.     |
| 6                                  | Cadel Evans         | Davitamon-Lotto       | z.t.     |
| 7                                  | Andrej Kasjetsjkin  | Liberty Seguros-Würth | z.t.     |
| 8                                  | Miguel Ángel Martín | Phonak                | z.t.     |
| 9                                  | Alberto Contador    | Liberty Seguros-Würth | z.t.     |
| 10                                 | Dario Cioni         | Liquigas              | z.t.     |
|                                    |                     |                       |          |
| 40                                 | Wim Van Huffel      | Davitamon-Lotto       | +02' 02" |
| 64                                 | Addy Engels         | Quick Step-Innergetic | z.t.     |

### 3e etappe
| Biel/Bienne – Leysin (164,4 km) |                       |                       |          |
| Plaats                          | Naam                  | Ploeg                 | Tijd     |
| Winnaar                         | Alberto Contador      | Liberty Seguros-Würth | 4u03'41" |
| 2                               | Alejandro Valverde    | Caisse d'Epargne-IB   | +00' 24" |
| 3                               | Cadel Evans           | Davitamon-Lotto       | z.t.     |
| 4                               | Jörg Jaksche          | Liberty Seguros-Würth | +00' 26" |
| 5                               | Sergio Ghisalberti    | Team Milram           | +00' 30" |
| 6                               | Miguel Ángel Martín   | Phonak                | +00' 32" |
| 7                               | Andrea Noè            | Liquigas              | z.t.     |
| 8                               | Óscar Sevilla         | T-Mobile Team         | z.t.     |
| 9                               | Andrej Kasjetsjkin    | Liberty Seguros-Würth | z.t.     |
| 10                              | Sylwester Szmyd       | Lampre-Fondital       | +00' 42" |
|                                 |                       |                       |          |
| 29                              | Jurgen Van den Broeck | Discovery Channel     | +01' 43" |
| 43                              | Addy Engels           | Quick Step-Innergetic | +02' 34" |

### 4e etappe
| Sion – Sion (127,7 km) |                       |                       |          |
| Plaats                 | Naam                  | Ploeg                 | Tijd     |
| Winnaar                | Alejandro Valverde    | Caisse d'Epargne-IB   | 3u41'24" |
| 2                      | Alexandre Moos        | Phonak                | z.t.     |
| 3                      | Cadel Evans           | Davitamon-Lotto       | z.t.     |
| 4                      | Jörg Jaksche          | Liberty Seguros-Würth | z.t.     |
| 5                      | Sylwester Szmyd       | Lampre-Fondital       | z.t.     |
| 6                      | Óscar Sevilla         | T-Mobile Team         | z.t.     |
| 7                      | Alberto Contador      | Liberty Seguros-Würth | z.t.     |
| 8                      | Christophe Moreau     | AG2R Prévoyance       | z.t.     |
| 9                      | Andrea Noè            | Liquigas              | z.t.     |
| 10                     | Sergio Ghisalberti    | Team Milram           | z.t.     |
|                        |                       |                       |          |
| 20                     | Jurgen Van den Broeck | Discovery Channel     | +01' 39" |
| 54                     | Bram de Groot         | Rabobank              | +14' 39" |

### 5e etappe
| Lausanne – Lausanne (individuele tijdrit over 20,4 km) |                       |                       |          |
| Plaats                                                 | Naam                  | Ploeg                 | Tijd     |
| Winnaar                                                | Cadel Evans           | Davitamon-Lotto       | 0u41'24" |
| 2                                                      | Leif Hoste            | Discovery Channel     | +00' 22" |
| 3                                                      | Bobby Julich          | Team CSC              | +00' 38" |
| 4                                                      | Andrej Kasjetsjkin    | Liberty Seguros-Würth | +00' 44" |
| 5                                                      | Serhij Hontsjar       | T-Mobile Team         | +00' 49" |
| 6                                                      | Jörg Jaksche          | Liberty Seguros-Würth | +00' 50" |
| 7                                                      | Alberto Contador      | Liberty Seguros-Würth | +00' 51" |
| 8                                                      | Christophe Moreau     | AG2R Prévoyance       | z.t.     |
| 9                                                      | Jurgen Van den Broeck | Discovery Channel     | +00' 53" |
| 10                                                     | Dario Cioni           | Liquigas              | z.t.     |
|                                                        |                       |                       |          |
| 57                                                     | Jan Boven             | Rabobank              | +02' 17" |

## Eindklassementen
| Plaats    | Naam                  | Ploeg                 | Tijd      |
| --------- | --------------------- | --------------------- | --------- |
| Gele trui | Cadel Evans           | Davitamon-Lotto       | 16u43'08" |
| 2         | Alberto Contador      | Liberty Seguros-Würth | +00' 27"  |
| 3         | Alejandro Valverde    | Caisse d'Epargne-IB   | +00' 44"  |
| 4         | Jörg Jaksche          | Liberty Seguros-Würth | +00' 54"  |
| 5         | Andrej Kasjetsjkin    | Liberty Seguros-Würth | +01' 24"  |
| 6         | Dario Cioni           | Liquigas              | +01' 46"  |
| 7         | Chris Horner          | Davitamon-Lotto       | +01' 50"  |
| 8         | Alexandre Moos        | Phonak                | +01' 51"  |
| 9         | Sergio Ghisalberti    | Team Milram           | +01' 55"  |
| 10        | Sylwester Szmyd       | Lampre-Fondital       | +02' 21"  |
|           |                       |                       |           |
| 20        | Jurgen Van den Broeck | Discovery Channel     | +05' 54"  |
| 55        | Addy Engels           | Quick Step-Innergetic | +25' 17"  |

| Plaats      | Naam               | Ploeg                 | Punten |
| ----------- | ------------------ | --------------------- | ------ |
| Groene trui | Alejandro Valverde | Caisse d'Epargne-IB   | 52     |
| 2           | Cadel Evans        | Davitamon-Lotto       | 45     |
| 3           | Jörg Jaksche       | Liberty Seguros-Würth | 45     |
|             |                    |                       |        |
| 16          | Leif Hoste         | Discovery Channel     | 12     |
| 17          | Bram de Groot      | Rabobank              | 11     |

| Plaats    | Naam             | Ploeg                 | Punten |
| --------- | ---------------- | --------------------- | ------ |
| Rode trui | Iván Parra       | Cofidis               | 31     |
| 2         | Roger Beuchat    | Team LPR              | 28     |
| 3         | Alberto Contador | Liberty Seguros-Würth | 24     |
|           |                  |                       |        |
| 17        | Wouter Weylandt  | Quick Step-Innergetic | 6      |

| Plaats     | Naam                 | Ploeg                 | Tijd |
| ---------- | -------------------- | --------------------- | ---- |
| Witte trui | David Loosli         | Lampre-Fondital       | 14   |
| 2          | José Antonio Redondo | Liberty Seguros-Würth | 9    |
| 3          | Wouter Weylandt      | Quick Step-Innergetic | 9    |
|            |                      |                       |      |
| 10         | Addy Engels          | Quick Step-Innergetic | 3    |

| Plaats | Ploeg                          | Tijd      |
| ------ | ------------------------------ | --------- |
|        | Liberty Seguros-Würth          | 50u12'28" |
| 2      | Caisse d'Epargne-Illes Balears | +06' 02"  |
| 3      | Liquigas                       | +06' 22"  |

## Uitvallers

### Proloog
- Roy Sentjens (Rabobank)[1]
- Koldo Gil (Saunier Duval-Prodir)[1]

### 1e etappe
- Gorka González (Euskaltel-Euskadi)[1]
- Mauro Santambrogio (Lampre-Fondital)
- Eric Leblacher (Française des Jeux)
- Stéphane Goubert (AG2R Prevoyance)

### 2e etappe
- Aleksandr Botsjarov (Crédit Agricole)[1]
- Sebastian Lang (Gerolsteiner)
- Pietro Caucchioli (Crédit Agricole)

### 3e etappe
- Fabio Sacchi (Team Milram)[1]
- Sven Montgomery (Gerolsteiner)
- Dmitri Konysjev (Team LPR)
- Rubens Bertogliati (Saunier Duval-Prodir)

### 4e etappe
- Fabrizio Guidi (Phonak Hearing Systems)[1]
- Markus Zberg (Gerolsteiner)[1]
- Paolo Savoldelli (Discovery Channel)[1]
- Bert Roesems (Davitamon-Lotto)[1]
- Enrico Gasparotto (Liquigas)[1]
- Miguel Martin Perdiguero (Phonak Hearing Systems)
- Bert Grabsch (Phonak Hearing Systems)
- Peter Luttenberger (Team CSC)
- Nicki Sørensen (Team CSC)
- Fumiyuki Beppu (Discovery Channel)
- Niels Scheuneman (Rabobank)
- Lorenzo Bernucci (T-Mobile Team)
- Marius Sabaliauskas (Lampre-Fondital)
- Claudio Corioni (Lampre-Fondital)
- Christian Knees (Team Milram)
- Hervé Duclos-Lassalle (Cofidis, le Credit par Telephone)
- Staf Scheirlinckx (Cofidis, le Credit par Telephone)
- David Herrero Llorente (Euskaltel-Euskadi)
- Oliver Zaugg (Saunier Duval-Prodir)
- Nicolas Fritsch (Saunier Duval-Prodir)
- Sébastien Chavanel (Bouygues Telecom)
- Yohann Gène (Bouygues Telecom)
- Vincent Jérôme (Bouygues Telecom)
- Yoann Le Boulanger (Bouygues Telecom)
- Manuel Quinziato (Liquigas)

### 5e etappe
- Ronny Scholz (Gerolsteiner)[1]
- Jörg Ludewig (T-Mobile Team)[1]
- Robbie McEwen (Davitamon-Lotto)[1]
- Aitor Pérez (Caisse d'Epargne-Illes Balears)[1]
- David Etxebarria (Liberty Seguros-Würth Team)[1]
- Isidro Nozal (Liberty Seguros-Würth Team)[1]
- Davide Viganò (Quick Step-Innergetic)

Mannen: 1947 · 1948 · 1949 · 1950 · 1951 · 1952 · 1953 · 1954 · 1955 · 1956 · 1957 · 1958 · 1959 · 1960 · 1961 · 1962 · 1963 · 1964 · 1965 · 1966 · 1967 · 1968 · 1969 · 1970 · 1971 · 1972 · 1973 · 1974 · 1975 · 1976 · 1977 · 1978 · 1979 · 1980 · 1981 · 1982 · 1983 · 1984 · 1985 · 1986 · 1987 · 1988 · 1989 · 1990 · 1991 · 1992 · 1993 · 1994 · 1995 · 1996 · 1997 · 1998 · 1999 · 2000 · 2001 · 2002 · 2003 · 2004 · 2005 · 2006 · 2007 · 2008 · 2009 · 2010 · 2011 · 2012 · 2013 · 2014 · 2015 · 2016 · 2017 · 2018 · 2019 · 2020 · 2021 · 2022 · 2023 · 2024 · 2025
Vrouwen: 2022 · 2023 · 2024 · 2025
 Parijs-Nice · 
 Tirreno-Adriatico · 
 Milaan-San Remo · 
 Ronde van Vlaanderen · 
 Gent-Wevelgem · 
 Ronde van het Baskenland · 
 Parijs-Roubaix · 
 Amstel Gold Race · 
 Waalse Pijl · 
 Luik-Bastenaken-Luik · 
 Ronde van Romandië · 
 Ronde van Catalonië · 
 Ronde van Italië · 
 Critérium du Dauphiné Libéré · 
 Ronde van Zwitserland · 
 Ploegentijdrit Eindhoven · 
 Ronde van Frankrijk · 
 Vattenfall Cyclassics · 
 Ronde van Duitsland · 
 Clásica San Sebastián · 
  ENECO Tour · 
 Ronde van Spanje · 
 GP Ouest-France-Plouay · 
 Ronde van Polen · 
 Kampioenschap van Zürich · 
 Parijs-Tours · 
 Ronde van Lombardije